# Чуасси, Роже
Роже Чуасси (фр. Roger Tchouassi; род. 21 сентября 1986, Дуала) — руандийский футболист, нападающий.

## Биография
Роже Чуасси родился 21 сентября 1986 года в камерунском городе Дуала.
Играл в футбол на позиции нападающего. До 2011 года выступал в чемпионате Руанды за «Полицию» из Кибунго. В 2011 году завоевал в её составе бронзовую медаль.
В 2011—2012 годах выступал в чемпионате Джибути за «Джибути Телеком».
После этого перебрался в чемпионат Омана. В 2012 году выступал за «Аль-Шабаб» из Эс-Сиба, выиграв с ним серебро. В 2013—2014 годах защищал цвета «Аль-Хабуры».
В 2006—2010 годах провёл 3 матча за сборную Руанды, забил 1 мяч. Дебютным стал товарищеский поединок 30 июля 2006 года в Кигали против сборной Танзании (0:1).

## Достижения

### Командные
«Полиция»
- Бронзовый призёр чемпионата Руанды (1): 2011.

«Аль-Шабаб»
- Серебряный призёр чемпионата Омана (1): 2011/12.